# لاستکریک (تگزاس)
لاستکریک (به انگلیسی: Lost Creek) یک منطقهٔ مسکونی در ایالات متحده آمریکا است که در شهرستان تراویس، تگزاس واقع شده‌است. لاستکریک ۸٫۵ کیلومتر مربع مساحت و ۴٬۵۰۹ نفر جمعیت دارد و ۲۵۱ متر بالاتر از سطح دریا واقع شده‌است.